# Peter I. (Ebrach)
Peter I. († 24. Februar 1404 in Ebrach) war von 1385 bis 1404 Abt des Zisterzienserklosters in Ebrach.

## Leben
Peter I. wurde im 14. Jahrhundert geboren. Der Geburtsort des späteren Abtes ist unbekannt, ein Ort im fränkischen Raum wird jedoch durch den Klostereintritt in die Steigerwaldabtei wahrscheinlich. Ebenso sind die Eltern und etwaige Geschwister nicht bekannt. Peter trat wohl recht jung in das Kloster ein und legte bald sein Gelübde ab. Schnell stieg er innerhalb des Klosters auf, welche Ämter er bekleidete ist allerdings nicht bekannt.
Nach dem Tod seines Vorgängers Otto Jäger aus Österreich erwählten die Mönche Peter zu seinem Nachfolger. Der neugewählte Prälat hatte mit den Folgen des fränkischen Städtekrieges zu kämpfen. Bischof Gerhard von Schwarzburg kämpfte gegen die Freien Reichsstädte und zog auch das Gebiet der Abtei in Mitleidenschaft. Im Zuge dieses Krieges wurde auch das Collegium der Abtei in Würzburg geschlossen und 1394 nach Erfurt verlegt. Peter I. erwarb immerhin einige Güter. Er starb am 24. Februar 1404.